# Трой Дюмей
Трой Дюмей  (англ. Troy Dumais, 21 січня 1980) — американський стрибун у воду, олімпійський медаліст.

## Виступи на Олімпіадах
| Олімпіада   | Дисципліна                   | Місце |
| ----------- | ---------------------------- | ----- |
| Сідней 2000 | трамплін                     | 6     |
| Сідней 2000 | синхронні стрибки з трамліна | 4     |
| Афіни 2004  | трамплін                     | 6     |
| Афіни 2004  | синхронні стрибки з трамліна | 6     |
| Пекін 2008  | трамплін                     | 6     |
| Лондон 2012 | трамплін                     | 5     |
| Лондон 2012 | синхронні стрибки з трамліна | 3     |

## Зовнішні посилання
- Досьє на sport.references.com